# Brotheas henriquesi
Espèce
Brotheas henriquesi est une espèce de scorpions de la famille des Chactidae.

## Distribution
Cette espèce est endémique d'Amazonas au Brésil. Elle se rencontre vers Novo Airão dans le parc national de Jaú.

## Description
Le mâle holotype mesure 56,2 mm.

## Étymologie
Cette espèce est nommée en l'honneur d'Augusto Loureiro Henriques.

## Publication originale
- Lourenço & Machado, 2004 : A new species of Brotheas (Scorpiones, Chactidae) from the Rio Negro region in the State of Amazonas, Brazil. Revista Ibérica de Aracnología, vol. 10, p. 65−68 (texte intégral).